# (17856) Gomes
(17856) Gomes (1998 KL1) – planetoida z pasa głównego asteroid okrążająca Słońce w ciągu 4,39 lat w średniej odległości 2,68 j.a. Odkryta 18 maja 1998 roku.